# Бронепалубни крайцери тип „Маратон“
Маратон (на английски: Marathon) са серия бронепалубни крайцери от 2-ри ранг на Британския Кралски флот, построени през 1880-те години на 19 век. Серията е развитие на крайцерите от типа „Мърси“, тяхна по-малка и по-евтина версия. Също така са и първите британски кораби, които са ориентирани за достигане на числено превъзходство над потенциалния противник.
Всичко от проекта са построени 5 единици, проектът е известен и като тип „М“, защото всички кораби на проекта носят имена започващи с буквата М: „Маратон“ (на английски: HMS Marathon), „Мажисьен“ (на английски: HMS Magicienne от (на френски: Magicienne; на български: Вълшебница), „Медея“ (на английски: HMS Medea), „Медуза“ (на английски: HMS Medusa) и „Мелпомена“ (на английски: HMS Melpomene). Последващо развитие на проекта са крайцерите от типа „Аполо“.

## Проектиране
След построяването на модерните в техническо отношение и достатъчно мощни бронепалубни крайцери от типовете „Леандър“ и „Мърси“, британското Адмиралтейство преразглежда потребностите на флота. Доколкото главните потенциални противници на флота тогава – Франция и Русия не строят нищо подобно, строежът на подобни, скъпи кораби е просто разточително. Заедно с това много държави приемат доктрината и се готвят за воденето на крайцерска война против Великобритания, с концепцията за възможно преоборудване на бързоходни граждански съдове в спомагателни крайцери. За борба с подобен противник мощните кораби са чисто разточителство. Още повече, че разтеглените комуникации на Британската империя изискват огромен брой крайцери и изискванията за икономия на ресурси са просто очевидни.
В резултат на това започва строителството на неголеми и евтини кораби от 2-ри ранг, но строени в големи серии. Първият опит в това направление са крайцерите от типа „Маратон“, те представляват намалена версия на „Ривърите“, като чувствително им отстъпват по всички качества, освен по скорост.

## История на службата
| Име            | Заложен на          | Спуснат на вода      | Влиза в строй |
| -------------- | ------------------- | -------------------- | ------------- |
| HMS Magicienne | 10 август 1887 г.   | 12 май 1888 г.       | 1889 г.       |
| HMS Medea      | 25 април 1887 г.    | 9 юни 1888 г.        | 1889 г.       |
| HMS Medusa     | 25 август 1887 г.   | 11 август 1888 г.    | 1889 г.       |
| HMS Marathon   | 10 август 1887 г.   | 23 август 1888 г.    | 1889 г.       |
| HMS Melpomene  | 10 октомври 1887 г. | 20 септември 1888 г. | 1890 г.       |

## Оценка на проекта
Намалената стойност на „Маратон“, по сравнение с предшествениците им, е много удовлетворителна за Адмиралтейството. Въоръжението на крайцерите, макар и по-слабо, напълно съответства на поставените пред тях задачи. В останалите си параметри проектът обаче е неудачен. Мореходността им е явно недостатъчна – корабите са много силно заливани с вода и в хубаво време, а на пълна скорост забиват носа във вълните. Вследствие на това нито един от тях не достига планираната скорост от 20 възела. Корпусът е много тесен и няма нормални условия за обитаване на екипажа, дори в намален състав. Особено лошо е положението на огнярите, които работят много тесни отсеци. Независимо от бързото превъоръжаване на крайцерите със скорострелна артилерия, тяхната бойна ценност остава невисока.